# Saison 2019-2020 du Stade de Reims
Maillots
Dernière mise à jour : 9 décembre 2019.
Chronologie
Saison précédente Saison suivante
La saison 2019-2020 du Stade de Reims est la 35e saison du club en Ligue 1. Le club est engagé dans trois compétitions : la Ligue 1, la Coupe de la Ligue et la Coupe de France.
Cette saison est particulière puisque le championnat de France s'arrête exceptionnellement et définitivement à la 28e journée (au lieu de la 38e comme initialement prévu) à cause de la pandémie de coronavirus.

## Avant-saison

### Tableau des transferts
| Nom               | Nationalité | Poste          | Transfert       | Provenance/Destination       | Division           |
| ----------------- | ----------- | -------------- | --------------- | ---------------------------- | ------------------ |
| Arrivées          |             |                |                 |                              |                    |
| Predrag Rajković  | Serbie      | Gardien de But | Transfert (5M€) | Maccabi Tel-Aviv             | Ligat HaAl         |
| Dario Maresic     | Autriche    | Défenseur      | Transfert (3M€) | SK Sturm Graz                | Bundesliga         |
| Anastasios Donis  | Grèce       | Attaquant      | Prêt            | VfB Stuttgart                | Bundesliga         |
| Dereck Kutesa     | Suisse      | Attaquant      | Transfert       | FC Saint-Gall                | Super League       |
| Timothé Nkada     | France      | Attaquant      | Libre           | Stade rennais                | Ligue 1            |
| Lenny Vallier     | France      | Défenseur      | Retour de prêt  | Pau FC                       | National           |
| Patrick Bahanack  | Cameroun    | Attaquant      | Retour de prêt  | PAE Ergotelis Héraklion      | Superleague Elláda |
| Grégory Berthier  | France      | Attaquant      | Retour de prêt  | Red Star FC                  | Ligue 2            |
| Aly Ndom          | France      | Milieu         | Retour de prêt  | SM Caen                      | Ligue 1            |
| Marshall Munetsi  | Zimbabwe    | Milieu         | Transfert       | Orlando Pirates              | ABSA Premiership   |
| Yehvann Diouf     | France      | Gardien        | Libre           | ESTAC                        | Ligue 2            |
| Départs           |             |                |                 |                              |                    |
| Steve Shamal      | France      | Attaquant      | Transfert libre | US Boulogne CO               | National           |
| Grejohn Kyei      | France      | Attaquant      | Transfert       | Servette FC                  | Super League       |
| Patrick Bahanack  | Cameroun    | -              | Transfert libre | PAS Lamía 1964 Football Club | Superleague Elláda |
| Aksel Aktas       | Turquie     | Attaquant      | Transfert       | Kayserispor                  | Süper Lig          |
| Thomas Fontaine   | Madagascar  | Défenseur      | Transfert       | FC Lorient                   | Ligue 2            |
| Edouard Mendy     | Sénégal     | Gardien        | Transfert       | Stade rennais                | Ligue 1            |
| Aly Ndom          | France      | Milieu         | Transfert       | AJ Auxerre                   | Ligue 2            |
| Björn Engels      | Belgique    | Défenseur      | Transfert       | Aston Villa                  | Premier League     |
| Pablo Chavarria   | Argentine   | Attaquant      | Libre           | RCD Majorque                 | Liga               |
| Yohan Roche       | France      | Défenseur      | Transfert libre | Rodez AF                     | Ligue 2            |
| Virgil Piechocki  | France      | Milieu         | Transfert libre | GFC Ajaccio                  | National           |
| Johann Carrasso   | France      | Gardien        | Libre           |                              |                    |
| Marvin Martin     | France      | Milieu         | Libre           | FC Chambly                   | Ligue 2            |
| Andrew Jung       | France      | Attaquant      | Transfert libre | LB Châteauroux               | Ligue 2            |
| Ryan Bouallak     | France      | Gardien        | Transfert libre | ESTAC                        | Ligue 2            |
| Scott Beckam Kyei | France      | Attaquant      | Prêt            | GFC Ajaccio                  | National           |

| Nom          | Nationalité  | Poste     | Transfert | Provenance/Destination | Division                       |
| ------------ | ------------ | --------- | --------- | ---------------------- | ------------------------------ |
| Arrivées     |              |           |           |                        |                                |
| Wout Faes    | Belgique     | Défenseur | Transfert | KV Ostende             | Division 1A Jupiler Pro League |
| Kaj Sierhuis | Pays-Bas     | Attaquant | Transfert | Ajax Amsterdam         | Eredivisie                     |
| Départs      |              |           |           |                        |                                |
| Rémi Oudin   | France       | Attaquant | Transfert | Girondins de Bordeaux  | Ligue 1                        |
| Wout Faes    | Belgique     | Défenseur | Prêt      | KV Ostende             | Division 1A Jupiler Pro League |
| Suk Hyun-jun | Corée du Sud | Défenseur | Transfert | ESTAC Troyes           | Ligue 2                        |

## Compétitions

### Ligue 1 Conforama

#### Classement
| Rang | Équipe                 | Pts | J  | G  | N  | P  | Bp | Bc | Diff | Qualification ou relégation                                             |
| ---- | ---------------------- | --- | -- | -- | -- | -- | -- | -- | ---- | ----------------------------------------------------------------------- |
| 3    | Stade rennais FC       | 50  | 28 | 15 | 5  | 8  | 38 | 24 | +14  | Qualification pour la phase de groupes de la Ligue des champions        |
| 4    | LOSC Lille             | 49  | 28 | 15 | 4  | 9  | 35 | 27 | +8   | Qualification pour la phase de groupes de la Ligue Europa               |
| 5    | OGC Nice               | 41  | 28 | 11 | 8  | 9  | 41 | 38 | +3   | Qualification pour la phase de groupes de la Ligue Europa               |
| 6    | Stade de Reims         | 41  | 28 | 10 | 11 | 7  | 26 | 21 | +5   | Qualification pour le deuxième tour de qualification de la Ligue Europa |
| 7    | Olympique lyonnais     | 40  | 28 | 11 | 7  | 10 | 42 | 27 | +15  |                                                                         |
| 8    | Montpellier Hérault SC | 40  | 28 | 11 | 7  | 10 | 35 | 34 | +1   |                                                                         |
| 9    | AS Monaco              | 40  | 28 | 11 | 7  | 10 | 44 | 44 | 0    |                                                                         |

## Effectif et staff technique
Le tableau suivant recense l'ensemble des joueurs faisant partie de l'effectif du Stade de Reims pour la saison 2019-2020.
Le 5 avril 2020, le médecin du club depuis plus de vingt années, Bernard Gonzalez, alors porteur du coronavirus, met fin à ses jours, à l'âge de 60 ans.
Jean-Pierre Caillot, le président du Stade de Reims, lui rend hommage, en déclarant : "Cette pandémie touche le Stade en plein cœur, c'est une personnalité de Reims et un grand professionnel du sport qui nous a quittés. Sa mission (...) a été réalisée de manière passionnée et même désintéressée."

## Statistiques

### Buteurs
| Place | Nom               | Ligue 1 | Coupe de France | Coupe de la Ligue | TOTAL des BUTS |
| 1     | Boulaye Dia       | 5 buts  | -               | -                 | 5              |
| 2     | Moussa Doumbia    | 2 buts  | -               | 1 but             | 3              |
| 3     | Rémi Oudin        | 2 buts  | -               | -                 | 2              |
| 4     | Yunis Abdelhamid  | 1 but   | -               | -                 | 1              |
| 4     | Hassane Kamara    | 1 but   | -               | -                 | 1              |
| 4     | Axel Disasi       | 1 but   | -               | -                 | 1              |
| 4     | Xavier Chavalerin | 1 but   | -               | -                 | 1              |
| 4     | Suk Hyun-jun      | 1 but   | -               | -                 | 1              |
| 4     | Dereck Kutesa     | -       | -               | 1 but             | 1              |
| Total | 9 joueurs         | 14 buts | -               | 2 buts            | 16             |

Date de mise à jour : le 9 décembre 2019.

### Passeurs
| Place | Nom               | Ligue 1   | Coupe de France | Coupe de la Ligue | TOTAL des PASSES |
| 1     | Mathieu Cafaro    | 2 passes  | -               | -                 | 2                |
| 1     | Rémi Oudin        | 2 passes  | -               | -                 | 2                |
| 3     | Xavier Chavalerin | 1 passe   | -               | -                 | 1                |
| 3     | Tristan Dingomé   | 1 passe   | -               | -                 | 1                |
| 3     | Suk Hyun-jun      | 1 passe   | -               | -                 | 1                |
| 3     | Boulaye Dia       | 1 passe   | -               | -                 | 1                |
| 3     | Marshall Munetsi  | 1 passe   | -               | -                 | 1                |
| 3     | Thomas Foket      | 1 passe   | -               | -                 | 1                |
| Total | 8 joueurs         | 10 passes | -               | -                 | 10               |

Date de mise à jour : le 9 décembre 2019.

### Cartons

#### Cartons jaunes
| Place | Nom               | Ligue 1 | Coupe de France | Coupe de la Ligue | TOTAL |
| 1     | Alaixys Romao     | 6       | -               | -                 | 6     |
| 2     | Hassane Kamara    | 3       | -               | -                 | 3     |
| 2     | Xavier Chavalerin | 3       | -               | -                 | 3     |
| 2     | Moussa Doumbia    | 3       | -               | -                 | 3     |
| 5     | Axel Disasi       | 2       | -               | -                 | 2     |
| 5     | Thomas Foket      | 2       | -               | -                 | 2     |
| 5     | Mathieu Cafaro    | 2       | -               | -                 | 2     |
| 8     | Predrag Rajković  | 1       | -               | -                 | 1     |
| 8     | Marshall Munetsi  | 1       | -               | -                 | 1     |
| 8     | Tristan Dingomé   | 1       | -               | -                 | 1     |
| 8     | Anastasios Donis  | 1       | -               | -                 | 1     |
| 8     | Suk Hyun-jun      | 1       | -               | -                 | 1     |
| 8     | Rémi Oudin        | 1       | -               | -                 | 1     |
| Total | 13 joueurs        | 27      | -               | -                 | 27    |

Date de mise à jour : le 9 décembre 2019.

#### Cartons rouges
| Place | Nom            | Ligue 1 | Coupe de France | Coupe de la Ligue | TOTAL |
| 1     | Alaixys Romao  | 1       | -               | -                 | 1     |
| 1     | Moussa Doumbia | 1       | -               | -                 | 1     |
| 1     | Mathieu Cafaro | 1       | -               | -                 | 1     |
| Total | 3 joueurs      | 3       | -               | -                 | 3     |

Date de mise à jour : le 9 décembre 2019.

### Joueur du mois
Le Groupement Officlel des Supporters du Stade de Reims élit le joueurs du mois. 
À cause de la pandémie de Covid-19, les différentes compétitions ont été arrêtées en mars 2019.
| Mois      | Joueur           |
| --------- | ---------------- |
| Août      | Axel Disasi      |
| Septembre | Predrag Rajković |
| Octobre   | Yunis Abdelhamid |
| Novembre  | Axel Disasi      |
| Décembre  | Predrag Rajković |
| Janvier   | Yunis Abdelhamid |
| Février   | Predrag Rajković |
| Mars      | Non désigné      |
| Avril     | Non désigné      |
| ANNÉE     | Non désigné      |